# Elecciones provinciales del Chaco de 2023
Las elecciones provinciales del Chaco 2023 se realizaron el domingo 17 de septiembre. Según lo estipulado por el decreto 551/23. Además de los cargos ejecutivos, se eligieron dieciséis diputados provinciales. Las elecciones PASO se llevaron a cabo el 18 de junio.
Las PASO se realizaron mientras los medios locales y nacionales dedicaban extensa cobertura a la desaparición de Cecilia Strzyzowski, caso vinculado a altos dirigentes políticos relacionados con el gobierno provincial. En las PASO el dato más relevante fue que se determinó el candidato de Juntos por el Cambio sería Leandro Zdero, vencedor de Juan Carlos Polini; Capitanich resultó elegido el candidato por el Frente Chaqueño pero esto se daba como un hecho antes de la elección, de hecho obtuvo más del 99% de los votos de su espacio. A nivel coalición se impuso Juntos por el Cambio, pero Capitanich resultó el candidato individualmente más votado.
En las elecciones del 17 de septiembre, Leandro Zdero se impuso ante el Gobernador Jorge Capitanich, poniendo fín a 16 años ininterrumpidos de gobiernos peronistas, iniciado con el mismo Capitanich en 2007, cuando este derrotó a Ángel Rozas.
Las encuestas y analistas políticos pronosticaban un triunfo de Zdero o de Capitanich, pero siempre por escaso margen y sin superar el 45% necesario para evitar el balotaje. En ese sentido fue una sorpresa que el candidato de Juntos por el Cambio obtuviera el triunfo en primera vuelta.
A nivel nacional los medios destacaron el resultado como un "batacazo" por la histórica fuerza del peronismo en el norte del país, siendo Capitanich uno de los gobernadores más reconocidos de esta región; así como también un impacto positivo en la candidatura de Patricia Bullrich para presidente. También destacaron el impacto negativo en la candidatura de Sergio Massa y lo incluyeron como parte de una tendencia de derrotas electorales provinciales del peronismo o kirchnerismo.

## Cronograma electoral oficial
| Fecha     | suceso                                                                                              |
| --------- | --------------------------------------------------------------------------------------------------- |
| 21/03/23  | Cierre del padrón electores Nacionales                                                              |
| 21/03/23  | Novedades y registraciones                                                                          |
| 23/03/23  | Exhibición de listas provisionales electorales                                                      |
| 22/04/23  | Vence el período de inscripción de electores extranjeros                                            |
| 12/04/23  | Fin de reclamos de electores e impugnaciones                                                        |
| 19/04/23  | Presentación de Alianzas ante el T.E.                                                               |
| 24/04/23  | Solicitud de asignación de colores de boletas ante el T.E.                                          |
| 29/04/23  | Registro de candidatos y pedido de oficialización de listas ante la J.E.P.                          |
| 01/05/23  | Oficialización de precandidatos por la J.E.P.                                                       |
| A definir | Comunicación al T.E. por parte de la J.E.P. de las resoluciones de oficialización de precandidatos. |
| A definir | Presentación de los modelos de boletas ante la J.E.P.                                               |
| A definir | Presentación de las boletas de la J.E.P. ante el T.E                                                |
| 17/05/23  | Celebración de audiencias de boletas                                                                |
| 19/05/23  | Aprobación de boletas por el tribunal electoral                                                     |
| 19/05/23  | Ubicación de mesas                                                                                  |
| 19/05/23  | Inscripción registro de voluntarios autoridades de mesa                                             |
| 19/05/23  | Publicación del padrón electoral definitivo, nacionales y extranjeros.                              |
| 19/05/23  | Inicio de la campaña electoral                                                                      |
| 29/05/23  | Designación de autoridades de mesa                                                                  |
| 29/05/23  | Último plazo para pedir que se subsanen errores y omisiones en el padrón definitivo                 |
| 29/05/23  | Inicio publicidad audiovisual                                                                       |
| 03/06/23  | Publicación de la ubicación de las mesas y sus autoridades                                          |
| 11/06/23  | Prohibición de publicidad de los actos de gobierno                                                  |
| 16/06/23  | Prohibición de actos públicos de proselitismo                                                       |
| 18/06/23  | Elecciones Primarias Abiertas Simultáneas y Obligatorias (PASO)                                     |
| 20/06/23  | Inicio escrutinio definitivo                                                                        |
| 19/06/23  | Convocatoria de municipios en adhesión al decreto 551/23                                            |
| 29/07/23  | Fin del plazo de registro de candidatos y pedido de oficialización de listas                        |
| 18/08/23  | Ubicación de las Mesas                                                                              |
| 18/08/23  | Fin del plazo de presentación de boletas ante el T.E.                                               |
| 18/08/23  | Publicación del padrón electoral definitivo, nacionales y extranjeros.                              |
| 22/08/23  | Celebración de audiencia                                                                            |
| 02/09/23  | Publicación de la ubicación de las mesas y sus autoridades                                          |
| 10/09/23  | Prohibición de publicación de los actos de gobierno                                                 |
| 15/09/23  | Prohibición de actos públicos de proselitismo                                                       |
| 15/09/23  | Prohibición de publicación o difusión de encuestas                                                  |
| 17/09/23  | Elecciones Generales                                                                                |
| 19/09/23  | Inicio escrutinio definitivo                                                                        |
| 08/10/23  | Segunda vuelta, si resultara necesario                                                              |

## Candidatos
| Logo | Logo                                                                                     | Partido/alianza                 | Partidos en la Alianza | Candidato/a a gobernador/a                                                    | Candidato/a a gobernador/a                                                    | Candidato/a a vicegobernador/a | Candidato/a a vicegobernador/a |
| --- | ---------------------------------------------------------------------------------------- | ------------------------------- | --- | ----------------------------------------------------------------------------- | ----------------------------------------------------------------------------- | ------------------------------ | ------------------------------ |
| | Frente de Todos logo                                                                     | Frente Chaqueño                 | Ver lista - Frente Grande - Partido Demócrata - Partido Frente Federal - Kompromiso y Kambio - Causa Reparadora - Partido del Trabajo y del Pueblo - Partido de la Victoria - Socialistas Unidos por el Chaco - Proyecto Popular - Unión para el Progreso - Participación Ciudadana - Frente para el Cambio - Partido Equidad - La Nueva Opción - Partido Fe - Movimiento de Bases - Unidos por Chaco - NEPAR - Diálogo Abierto por el Reencuentro - Partido Justicialista - Movimiento Libres del Sur - Corriente de Pensamiento Bonaerense - Compromiso Chaqueño - Partido Chaqueño para la Unidad - Proyecto Sur - Cambio Popular - Nuevo Encuentro por la Democracia y la Equidad - Partido Idea - Partido de la Concertación FORJA |                                                                               | Jorge Milton Capitanich                                                       |                                | Analía Rach Quiroga            |
| - Gobernador del Chaco (2007-2015,2019-2023)                                                            | - Gobernador del Chaco (2007-2015,2019-2023)                                             | Frente Chaqueño                 | Ver lista - Frente Grande - Partido Demócrata - Partido Frente Federal - Kompromiso y Kambio - Causa Reparadora - Partido del Trabajo y del Pueblo - Partido de la Victoria - Socialistas Unidos por el Chaco - Proyecto Popular - Unión para el Progreso - Participación Ciudadana - Frente para el Cambio - Partido Equidad - La Nueva Opción - Partido Fe - Movimiento de Bases - Unidos por Chaco - NEPAR - Diálogo Abierto por el Reencuentro - Partido Justicialista - Movimiento Libres del Sur - Corriente de Pensamiento Bonaerense - Compromiso Chaqueño - Partido Chaqueño para la Unidad - Proyecto Sur - Cambio Popular - Nuevo Encuentro por la Democracia y la Equidad - Partido Idea - Partido de la Concertación FORJA | - Vicegobernadora del Chaco (2019-2023)                                       | - Vicegobernadora del Chaco (2019-2023)                                       |                                |                                |
| | Frente de Todos logo                                                                     | Frente Chaqueño                 | Ver lista - Frente Grande - Partido Demócrata - Partido Frente Federal - Kompromiso y Kambio - Causa Reparadora - Partido del Trabajo y del Pueblo - Partido de la Victoria - Socialistas Unidos por el Chaco - Proyecto Popular - Unión para el Progreso - Participación Ciudadana - Frente para el Cambio - Partido Equidad - La Nueva Opción - Partido Fe - Movimiento de Bases - Unidos por Chaco - NEPAR - Diálogo Abierto por el Reencuentro - Partido Justicialista - Movimiento Libres del Sur - Corriente de Pensamiento Bonaerense - Compromiso Chaqueño - Partido Chaqueño para la Unidad - Proyecto Sur - Cambio Popular - Nuevo Encuentro por la Democracia y la Equidad - Partido Idea - Partido de la Concertación FORJA | Ismael Walter Espinoza                                                        |                                                                               | Cepriano Arizaga               |                                |
| |                                                                                          | Frente Chaqueño                 | Ver lista - Frente Grande - Partido Demócrata - Partido Frente Federal - Kompromiso y Kambio - Causa Reparadora - Partido del Trabajo y del Pueblo - Partido de la Victoria - Socialistas Unidos por el Chaco - Proyecto Popular - Unión para el Progreso - Participación Ciudadana - Frente para el Cambio - Partido Equidad - La Nueva Opción - Partido Fe - Movimiento de Bases - Unidos por Chaco - NEPAR - Diálogo Abierto por el Reencuentro - Partido Justicialista - Movimiento Libres del Sur - Corriente de Pensamiento Bonaerense - Compromiso Chaqueño - Partido Chaqueño para la Unidad - Proyecto Sur - Cambio Popular - Nuevo Encuentro por la Democracia y la Equidad - Partido Idea - Partido de la Concertación FORJA |                                                                               |                                                                               |                                |                                |
| |                                                                                          | Juntos por el Cambio            | Ver lista - Unión Cívica Radical - Propuesta Republicana - Coalición Cívica ARI - Partido Socialista - Partido Bases y Principios del Chaco - Partido Nuevo País |                                                                               | Juan Carlos Polini                                                            |                                | Delfina Veiravé                |
| - Diputado Nacional (2021-presente)                                                                     | - Diputado Nacional (2021-presente)                                                      | Juntos por el Cambio            | Ver lista - Unión Cívica Radical - Propuesta Republicana - Coalición Cívica ARI - Partido Socialista - Partido Bases y Principios del Chaco - Partido Nuevo País | - Ex rectora de la Universidad Nacional del Nordeste                          | - Ex rectora de la Universidad Nacional del Nordeste                          |                                |                                |
| | Leandro Zdero                                                                            | Juntos por el Cambio            | Ver lista - Unión Cívica Radical - Propuesta Republicana - Coalición Cívica ARI - Partido Socialista - Partido Bases y Principios del Chaco - Partido Nuevo País |                                                                               | Silvana Schneider                                                             |                                |                                |
| - Diputado de la provincia del Chaco (2017-2023) - Gobernador del Chaco (2023-presente)                 | - Diputado de la provincia del Chaco (2017-2023) - Gobernador del Chaco (2023-presente)  | Juntos por el Cambio            | Ver lista - Unión Cívica Radical - Propuesta Republicana - Coalición Cívica ARI - Partido Socialista - Partido Bases y Principios del Chaco - Partido Nuevo País | - Concejal de Charata (2019-2023) - Vicegobernadora del Chaco (2023-presente) | - Concejal de Charata (2019-2023) - Vicegobernadora del Chaco (2023-presente) |                                |                                |
| |                                                                                          | Frente Integrador               | Partido sin Alianza |                                                                               | Juan Carlos Bacileff Ivanoff                                                  |                                | Cesar Picón                    |
| - Vicegobernador del Chaco (2007-2013/2015) - Gobernador interino de la provincia del Chaco (2013-2015) |                                                                                          | Frente Integrador               | Partido sin Alianza |                                                                               |                                                                               |                                |                                |
| |                                                                                          | Libertarios en Acción           | - Acción Chaqueña - Partido Libertario |                                                                               | Rubén Galassi                                                                 |                                | Marta Kassor                   |
| - Abogado                                                                                               |                                                                                          | Libertarios en Acción           | - Acción Chaqueña - Partido Libertario |                                                                               |                                                                               |                                |                                |
| |                                                                                          | La Libertad Avanza              | - Sociedad Organizada Independiente - Transformación |                                                                               | Alfredo Rodríguez                                                             |                                | Ileana Aguirre                 |
| |                                                                                          | La Libertad Avanza              | - Sociedad Organizada Independiente - Transformación |                                                                               |                                                                               |                                |                                |
| | Corriente Expresión Renovada                                                             | Corriente de Expresión Renovada | - Partido UNIR - Partido Renovador Federal - Corriente Martín Fierro - Lealtad Popular |                                                                               | Gustavo Martínez                                                              |                                | Viviam Polini                  |
| - Diputado de la provincia del Chaco (2003-2007) - Intendente de Resistencia (2019-2023)                | - Diputado de la provincia del Chaco (2003-2007) - Intendente de Resistencia (2019-2023) | Corriente de Expresión Renovada | - Partido UNIR - Partido Renovador Federal - Corriente Martín Fierro - Lealtad Popular | - Fundadora de la Comisión de Prevención de Adicciones de General Pinedo      | - Fundadora de la Comisión de Prevención de Adicciones de General Pinedo      |                                |                                |
| |                                                                                          | Unidos por la Gente             | - Todos Unidos - Frente Renovador - Frente Nacionalista |                                                                               | Domingo Peppo                                                                 |                                | Nicolas Matta                  |
| - Intendente de Villa Ángela (2003-2008/2009-2015) - Gobernador del Chaco (2015-2019)                   |                                                                                          | Unidos por la Gente             | - Todos Unidos - Frente Renovador - Frente Nacionalista |                                                                               |                                                                               |                                |                                |
| | Corriente Expresión Renovada                                                             | Partido del Obrero              | |                                                                               | Germán Báez                                                                   |                                | Samanta Salas                  |
| |                                                                                          | Partido del Obrero              | |                                                                               |                                                                               |                                |                                |

## Encuestas de opinión
| Fecha                       | Encuestadora            | Muestra |       |       |      |      | Otros | Blanco | Indecisos | Ventaja |
| --------------------------- | ----------------------- | ------- | ----- | ----- | ---- | ---- | ----- | ------ | --------- | ------- |
| Fecha                       | Encuestadora            | Muestra |       |       |      |      | Otros | Blanco | Indecisos | Ventaja |
|                             |                         |         |       |       |      |      |       |        |           |         |
| 17 de septiembre de 2023    | Elecciones generales    | -       | 41.76 | 46.20 | 2.07 | 5.05 | 4.91  | 5.50   | -         | 4.44    |
|                             |                         |         |       |       |      |      |       |        |           |         |
| 14 de septiembre de 2023    | Consultora Solmoirago   | 1.555   | 39.6  | 43.9  | 4.4  | 7.5  | 4.6   | -      | -         | 4.3     |
| 1 - 4 de septiembre de 2023 | CB Consultora           | 984     | 33.8  | 32.3  | 7.0  | 2.6  | 10.6  | 4.1    | 9.5       | 1.5     |
| Julio de 2023               | Consultora Solmoirago   | -       | 24.5  | 45.7  | 5.9  | 8.2  | 4.7   | -      | 10.9      | 21.2    |
|                             |                         |         |       |       |      |      |       |        |           |         |
| 18 de junio de 2023         | Elecciones primarias    | -       | 37.30 | 42.41 | 4.34 | 8.86 | 7.09  | 10.86  | -         | 5.11    |
|                             |                         |         |       |       |      |      |       |        |           |         |
| Abril de 2023               | Consultora del Interior | 1.387   | 33.8  | 43.2  | 10.8 | -    | 12.1  | -      | -         | 9.4     |
| Febrero de 2023             | Solmoirago              | -       | 32.8  | 34.6  | 17.1 | -    | 5     | -      | 10.6      | 1.8     |
|                             |                         |         |       |       |      |      |       |        |           |         |
| 14 de noviembre de 2021     | Elecciones provinciales | -       | 43.34 | 41.91 | 7.65 | -    | 7.11  | 2.89   | -         | 1.43    |

## Resultados

### Primarias
|  | 54,04 % |

|  | 42,41 % |

|  | 45,96 % |

|  | 99,32 % |

|  | 37,30 % |

|  | 0,68 % |

|  | 8,86 % |

|  | 4,34 % |

### Gobernador y vicegobernador
| Fórmula                                   | Fórmula                  | Partido               | Partido                         | Votos   | %     |
| Gobernador                                | Vicegobernador           | Partido               | Partido                         | Votos   | %     |
| ----------------------------------------- | ------------------------ | --------------------- | ------------------------------- | ------- | ----- |
| Leandro Zdero                             | Silvana Lorena Schneider |                       | Juntos por el Cambio            | 316 524 | 46.20 |
| Jorge Capitanich                          | Analía Rach Quiroga      |                       | Frente Chaqueño                 | 286 085 | 41.76 |
| Gustavo Martín Martínez                   | Lidia Viviam Polini      |                       | Corriente de Expresión Renovada | 34 596  | 5.05  |
| Alfredo José Rodríguez                    | Ileana Leticia Aguirre   |                       | La Libertad Avanza              | 23 272  | 3.40  |
| Juan Carlos Bacileff Ivanoff              | Benito Ramón César Picón |                       | Frente Integrador               | 14 173  | 2.07  |
| Rubén Galassi                             | Marta Viviana Kassor     |                       | Libertarios en Acción           | 5 613   | 0.82  |
| César Germán Báez                         | Samanta Ariela Salas     |                       | Partido Obrero                  | 4 809   | 0.70  |
| Votos afirmativos                         | Votos afirmativos        | Votos afirmativos     | Votos afirmativos               | 685 072 | 93.88 |
| Votos en blanco                           | Votos en blanco          | Votos en blanco       | Votos en blanco                 | 40 149  | 5.50  |
| Votos nulos                               | Votos nulos              | Votos nulos           | Votos nulos                     | 4 535   | 0.62  |
| Participación                             | Participación            | Participación         | Participación                   | 729 756 | 73.09 |
| Electores registrados                     | Electores registrados    | Electores registrados | Electores registrados           | 998 377 | 100   |
| Mesas escrutadas: 2 951 de 2 950 (99.97%) |                          |                       |                                 |         |       |
| Fuente:                                   |                          |                       |                                 |         |       |

### Cámara de Diputados
| Partido/Alianza                           | Partido/Alianza                 | Votos   | %     | Bancas | Candidatos |
| ----------------------------------------- | ------------------------------- | ------- | ----- | ------ | --- |
|                                           | Juntos por el Cambio            | 301 660 | 44.96 | 8/16   | Ver candidatos: 1. Iván Nicolás Gyoker 2. Carmen Noemí Delgado 3. Livio Edgardo Gutiérrez 4. Zulema Alicia Wannesson 5. Ernesto Miguel Blasco 6. Maida Gabriela With 7. Carlos Héctor Salom 8. Laura Faviana Bisonni 9. Fernando Javier Romero 10. Dalma Valeria Albornoz 11. Samuel Vargas 12. Débora Soledad Cardozo 13. Everest Jovanovich 14. María José Roibon 15. Gustavo Silvio Corradi 16. Celia María América Voiquevichi López                                               |
|                                           | Frente Chaqueño                 | 284 171 | 42.35 | 8/16   | Ver candidatos: 1. Santiago Agustín Pérez Pons 2. María Pía Chiacchio Cavana 3. Rubén Omar Guillon 4. Josefina Gladys González 5. Rodolfo Schwartz (PCR-PTP) 6. Analía Inés Flores 7. Nicolás Slimel 8. Teresa Mónica Cubells 9. Sebastián Enrique Benítez Molas 10. Paula Alejandra Alemán 11. Maximiliano Raúl Mantaras 12. Silvina María Concepción Pereyra 13. Ignacio Rafael Vilchez 14. María de los Ángeles Phipps 15. Gustavo José Ariel D'Alessandro 16. Carla Valeria Prette |
|                                           | Corriente de Expresión Renovada | 35 190  | 5.24  | 0/16   | Ver candidatos: 1. Miguel Agustín Romero 2. Jessica Yanina Ayala 3. Ricardo Luis Sánchez 4. Katia Blanc 5. Sergio Ariel Vallejos 6. Graciela Beatriz Aranda 7. Carlos José Escalante 8. Clara Noelia Pruncini 9. Luis Alberto Cabrera 10. Analía Verónica Quiroz 11. Máximo Pedroso 12. Paola Patricia Sánchez 13. Sergio Arnaldo Paz 14. Elsa del Valle Mardegal 15. Hugo Ramón Casco 16. Vivian Aide Fernández                                                                       |
|                                           | La Libertad Avanza              | 25 000  | 3.73  | 0/16   | Ver candidatos: 1. Raúl Orlando Fretes 2. Analía Verónica Ramírez 3. Arnaldo Argentino Soria 4. Marisa Elisabeth Barreto 5. Gustavo Daniel Girón 6. Sonia Elizabeth Bergerge 7. Germán Eliseo Polischuk 8. Romina Soledad Vera 9. Rubén Darío Gallardo 10. María del Carmen Rodríguez 11. Luis Galinger 12. Analía Librada Ávalos 13. Emanuel Gerardo Vallejos 14. Patricia Haydee Ibarra 15. Cristian Javier Marra 16. Alejandra Graciela Miño                                        |
|                                           | Frente Integrador               | 13 851  | 2.06  | 0/16   | Ver candidatos: 1. Salvador Jaime Parra Moreno 2. Clara Anahí Pérez Otazú 3. Rubén González 4. Nancy Carolina Vargas 5. David Chuteley 6. Rosa Noemí Pona 7. Nasario Silva 8. Alicia Griselda Frías 9. Rafael Francisco Cattaneo 10. Griselda Esther Vilichco 11. Nelson Gustavo Lucas 12. Natalia Elisabeth Hernando 13. Juan Carlos Sandoval 14. Vanessa Abigail Leyes 15. Edgar Luis Godoy 16. Dalana Natalí Sena                                                                   |
|                                           | Libertarios en Acción           | 6 112   | 0.91  | 0/16   | Ver candidatos: 1. Analía Beatriz Velázquez 2. Franco César Andrés Basok 3. Ramona Magdalena Insaurralde 4. Waldemar Ostojic 5. Mónica Elvira María 6. Santiago Leonel Villaverde 7. Marina Judith González 8. Miguel Ángel Zardi 9. María Beatriz Lavia 10. Alejandro Martín Leguizamón 11. Camila Victoria Báez Riera 12. Daniel Víctor Luis González 13. Ramona Hortencia Gómez 14. Eric Axel Reyes 15. Karen Eliana Cravero 16. Gustavo Rigoberto Sánchez                          |
|                                           | Partido Obrero                  | 4 966   | 0.74  | 0/16   | Ver candidatos: 1. Verónica Alejandra Nanni 2. Luis Edgardo Argafiaras 3. Elsa Sánchez 4. César Abel Carrillo 5. Graciela Beatriz Ríos 6. Claudio Ignacio Cobas 7. Gisela Carolina Gauna 8. Mauro Emanuel Gómez Valenzuela 9. Ángela Luisa Chartler 10. Luis Emanuel Rosales 11. Edith Elisabeth Aguilera 12. Damián Eduardo Meza 13. Adriana Romina Melgarejo 14. Mario Alberto Monzón 15. Élida Elba Retamozo 16. Pablo Luis Catori                                                  |
| Votos afirmativos                         | Votos afirmativos               | 670 950 | 91.94 |        | |
| Votos en blanco                           | Votos en blanco                 | 54 401  | 7.45  |        | |
| Votos nulos                               | Votos nulos                     | 4 405   | 0.60  |        | |
| Participación                             | Participación                   | 729 756 | 73.09 |        | |
| Electores registrados                     | Electores registrados           | 998 377 | 100   |        | |
| Mesas escrutadas: 2 951 de 2 950 (99.97%) |                                 |         |       |        | |
| Fuente:                                   |                                 |         |       |        | |